# Boggy Pond Lagoon
Die Boggy Pond Lagoon ist eine Lagune im South Wairarapa District der Region Wellington auf der Nordinsel von Neuseeland.

## Geographie
Die Boggy Pond Lagoon befindet sich nahe, südsüdöstlich des Lake Wairarapa, zwischen 235 m und 330 m westlich des Whakawiriwiri Stream und rund 3,6 km nördlich des Ruamahanga River. Das Ufer zum großen Nachbarsee liegt rund 720 m entfernt. Die Lagune, die eine Fläche von rund 70 Hektar abdeckt, ist in Teilen sehr verlandet, wodurch sich zahlreiche kleine Inseln gebildet haben. Mit rund 1,92 km erstreckt sich das Gewässer in Südwest-Nordost-Richtung und misst an seiner breitesten Stelle rund 745 m in Nordwest-Südost-Richtung.
Die Lagune verfügt heute weder über einen regulären Wasserzulauf noch -ablauf, muss aber einst Kontakt zum Lake Wairarapa gehabt haben. Südlich angrenzend an die Lagune befinden sich weitere Gewässer, die zusammenhängend den Charakter einer Lagune aufweisen, aber auf Karten nicht näher bezeichnet werden. Deren Gebiet umfasst eine Fläche von rund 200 Hektar.

## Wanderweg
Westlich, südlich und zu einem Teil östlich, führt ein Wanderweg von der kleinen Parera Road aus zur und wenn man die Straße mit berücksichtigt, um die Lagune herum.